# Astroïde

Constructie van een astroïde

Een astroïde is een wiskundige kromme.  Het is een bijzondere hypocycloïde.
De vergelijking in Cartesiaanse coördinaten is 
{\displaystyle x^{2/3}+y^{2/3}=a^{2/3}\,}.
De naam komt van het Griekse woord voor "ster".
Een punt van een cirkel met straal 1/4 die binnen een cirkel met straal 1 rolt, beschrijft een astroïde.  De parametervergelijking is
{\displaystyle x=\cos ^{3}\theta ,\qquad y=\sin ^{3}\theta .}
De evolute van een astroïde is een astroïde die twee keer zo groot is.
De grootte van de raaklijn begrensd door enerzijds de x-as en anderzijds de y-as is in een astroïde altijd constant, namelijk 1.

## Trivia
Een astroïde mag niet verward worden met een asteroïde (Eigenlijk: 'planetoïde').